# 捷成洋行青岛分行
36°04′38.5″N 120°18′55.5″E / 36.077361°N 120.315417°E
捷成洋行青岛分行旧址位于中国山东省青岛市市北区馆陶路8号，建于1911-1912年，曾为青岛学院、青岛市公安局第二分局、青岛纮宇高等女校、青岛十中所使用，现为青岛商务学校馆陶路校区，为市北区不可移动文物。

## 历史

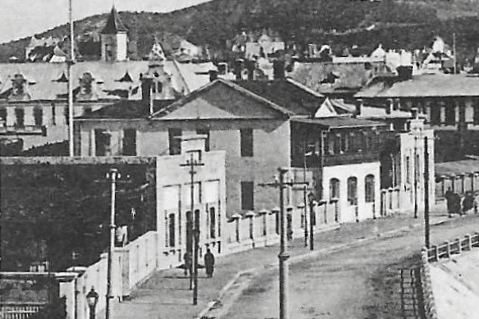
位于今太平路西段的捷成洋行早期地址

捷成洋行（Diederichsen, Jebsen & Co.，1909年后为）成立于1898年，为德国人海因里希·迪德里克森与香港捷成洋行的创办者雅各布·叶布森合资创办，在青岛经营进出口、保险、航运代理、煤炭木材仓储等，并在大窑沟拥有当时青岛最大的砖瓦厂。该公司早期地址在今太平路西段、山东国际贸易大厦一带，约建于1899年，1990年代拆除。1909年，叶布森退出合作。1911至1912年，捷成洋行在邻近大港的馆陶路建造了一栋新的办公楼，广包公司（F. H. Schmidt）承建。

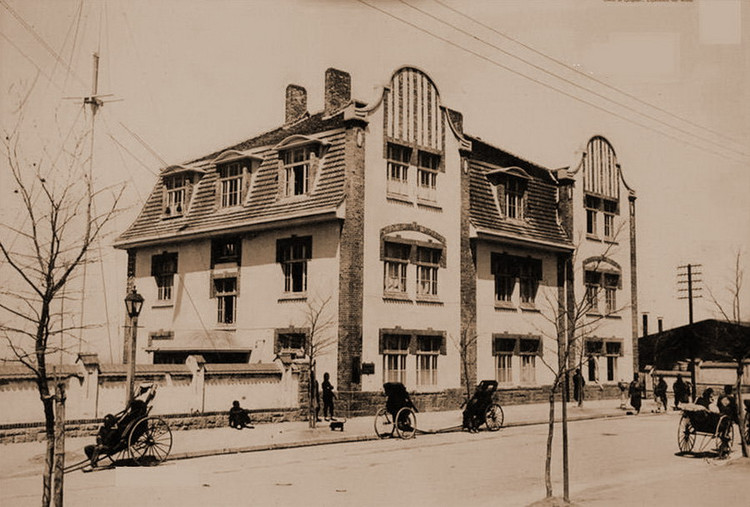
捷成洋行旧影

1914年日军占领青岛后，原捷成洋行地产为日本当局所没收。日本当局于1915年3月设立青岛小学校后，在此处设立了叶樱町分教室。1917年3月青岛第一小学校新校舍建成后，包括叶樱町分教室在内的各分校撤销。次年，日本人吉利平次郎于1916年4月开办的青岛学院（原名青岛英学塾，后改名为青岛英学院，1917年改名青岛学院）自原校舍（位于今肥城路11号）迁至此处办学。1921年开设青岛学院商业学校，1925年开设青岛学院实业学校。
1924年出版的《接收青岛纪念写真》记载该建筑曾为青岛市第二区警察署，另据1935年《交通部青岛电话局号簿》记载青岛市公安局第二分局设于“馆陶路10号”，而青岛学院曾设于该楼南侧原属于捷成洋行的二层长条状仓库楼（今商务学校“艺德楼”址，紧靠馆陶路6号）。青岛学院何时将原捷成洋行办公楼移交给警察机构尚不可知。1934年，青岛学院商业学校迁至台西镇新校舍（今青岛一中址）。1938年，馆陶路原校舍开设青岛纮宇高等女学校。另有其他文献称日本特务机构满铁调查部青岛驻在员事务所曾设于该建筑内，具体时间未知。
1945年日本投降后，青岛学院商业学校、青岛学院实业学校及纮宇高等女校解散。1946年，天主教会在此处设立私立明德中学。次年，鲁东联立临时中学第一分校（又称莱阳中学、莱阳流亡中学）迁入明德中学南侧的仓库楼内。1949年，莱阳中学改名青岛四中，并于1951年在德平路开设分校。1952年，原私立明德中学与青岛四中本部合并为青岛十中，原四中迁往德平路至今。2002年，青岛十中更名为“青岛艺德实验学校”。2008年，艺德实验学校撤销并入青岛外事服务职业学校（青岛十二中）
。2018年8月，馆陶路原十中校舍改为青岛商务学校馆陶路校区。
该建筑现已列入市北区未定级不可移动文物名单。

## 建筑特色
捷成洋行旧址楼高二层，蒙莎屋顶（现已改建为四坡屋顶），正立面有两面弧线山墙，山墙有清水砖条纹装饰。